# Hrabstwo Sedgwick (Kolorado)
Hrabstwo Sedgwick (ang. Sedgwick County) – hrabstwo w stanie Kolorado w Stanach Zjednoczonych. Obszar całkowity hrabstwa obejmuje powierzchnię 549,40 mil2 (1 422,96 km²). Według danych z 2010 r. hrabstwo miało 2 379 mieszkańców. Hrabstwo powstało 9 kwietnia 1889 roku i nosi imię Johna Sedgwicka - generała majora wojsk Unii podczas wojny secesyjnej.

## Sąsiednie hrabstwa
- Hrabstwo Deuel (Nebraska) (północ)
- Hrabstwo Keith (Nebraska) (północny wschód)
- Hrabstwo Perkins (Nebraska) (wschód)
- Hrabstwo Phillips (południe)
- Hrabstwo Logan (zachód)
- Hrabstwo Cheyenne (Nebraska) (północny zachód)

## Miasta
- Julesburg
- Ovid
- Sedgwick